# Еврей Зюсс (роман Фейхтвангера)
«Еврей Зюсс» (нем. Jud Süß) — исторический роман немецкого писателя-гуманиста Лиона Фейхтвангера.

## Сюжет
Время и место действия романа — Германия первой половины XVIII века.
Автор рассказывает о жизненном пути финансиста Йозефа Зюсса Оппенгеймера, который прошел путь от сына комедианта до богатого и властного чиновника. Введённый своим дядей в придворный круг, Зюсс делает карьеру, успешно управляя финансами в интересах сюзерена. Он становится алчным и ненасытным. В отличие от дяди, наслаждавшимся положением «серого кардинала», Зюсс мечтает об официальном признании — месте первого министра и о дворянском титуле, препятствием к которому является его еврейское происхождение. Восхождению Зюсса к вершинам власти сопутствует ненависть и невежество. Начинаются еврейские погромы. Обратившиеся к Зюссу евреи просят его помочь и спасти их общину, но получают отказ — Зюсс решает сохранить нейтралитет в такой сложной ситуации, но тем не менее помогает попавшим в беду соплеменникам. Все эти события происходят на фоне непростых отношений Зюсса с дочерью и соплеменниками, а также на фоне политических интриг.
Объектом преследования герцога Вюртембурга Карла Александра, которому служит Зюсс, становится дочь Зюсса: огороженная отцом от столкновения с грубым внешним миром, уединенно живущая в окружении верной прислуги, Ноэми оказывается не готовой к откровенному плотскому интересу к ней. Ноэми бросается с крыши и погибает. Смерть любимой дочери явилась страшным ударом для главного героя. Он вынашивает план мести, но герцог неожиданно умирает от удара, причиной которого является в том числе и хитроумная интрига Зюсса. Смерть герцога, однако, не приносит облегчения Зюссу. Своим сподвижникам по заговору он предлагает арестовать себя и переложить на него всю вину за смуту.
Почти год проводит Зюсс под следствием, за это время он сильно стареет, становится горбатым и седым, и все больше похожим на старого раввина. На фоне физической деградации происходит духовное перерождение главного героя. Горе и осмысление жизни возвращают ему человеческое лицо и сердце. Он познает мудрость и нравственно совершенствуется.
Зюсса приговаривают к смертной казни. Один из юристов, занимающихся делом Зюсса, обращается к герцогу-регенту Карлу-Рудольфу Нейенштадтскому за помилованием, но герцог решает, что выгоднее повесить еврея, чем позволить ему далее будоражить общество. Зюссу предлагают помилование в обмен на обращение в христианство, но он отказывается и умирает мучеником. Зюсса публично вешают под одобрительное улюлюканье толпы и плач еврейской общины.

## Экранизация
- 1934 год — роман был экранизирован в Великобритании.[1] Тема была весьма актуальная. Снимал фильм немецкий режиссёр Лотар Мендес, который эмигрировал в Голливуд ещё в 1920-е годы. В роли Зюсса снялся эмигрировавший из Германии актёр Конрад Фейдт. Фильм имел огромный успех. Нацисты назвали эту картину «неслыханной еврейской наглостью».[2]
- 1940 год — в Германии режиссёр Файт Харлан снял антисемитскую версию «Еврея Зюсса».